# Латанопрост
Латанопрост — офтальмологическое средство, применяется местно (в виде глазных капель) для лечения  глаукомы и глазной гипертензии. Это аналог простагландина (простагландина F2α), снижающий внутриглазное давление за счет увеличения оттока водянистой влаги через увеосклеральный тракт. Латанопрост является изопропиловым эфиром — пролекарством, — то есть он является неактивным, пока не гидролизуется в роговице из эфира в биологически активные кислоты.
Он также известен под торговой маркой Ксалатан, производимой Pfizer. Годовой объем продаж примерно 1,6 млрд долларов. Патент латанопроста истёк в марте 2011 года, и по меньшей мере, один общий вариант (изготовитель Mylan Inc.) в настоящее время широко доступен в США.
Латанопрост был изобретен Johan W. Stjernschantz и Bahram Resul, сотрудниками Pharmacia Corporation в Упсале, Швеция. Он входит в список Всемирной организации здравоохранения в число основных лекарственных средств, в перечень наиболее важных медикаментов, необходимых в базовой системе здравоохранения.

## Использование в медицинских целях

### Глазная гипертензия
- В контролируемых клинических исследованиях, включавших больных с открытоугольной глаукомой или глазной гипертензией (ВГД ≥ 21 мм рт. ст.), монотерапия латанопростом обеспечивала уровень снижения ВГД от 22 до 39 % от 1 до 12 месяцев лечения. Латанопрост был значительно более эффективным, чем тимолол 0,5 % дважды в день в 3 из 4 больших (N = 163 до 267) групп выбранных наугад при двойном слепом исследовании. Латанопрост продемонстрировал стабильное долгосрочное снижение ВГД в течение 1 или 2-летних периодов этих исследований без признаков снижения эффекта во время продолжительного лечения[6].
- Мета-анализ показывает, что латанопрост является более эффективным, чем тимолол в снижении ВГД. Тем не менее, он часто вызывает пигментацию радужной оболочки. Хотя существующие данные свидетельствуют о том, что это пигментация является доброкачественной, тщательная оценка в плане стиля жизни пациентов по-прежнему оправдана[7].

### Закрытоугольная глаукома
- Пациенты, у которых остается повышенное ВГД, несмотря на иридотомию и/или иридоэктомию (включая пациентов азиатского происхождения), латанопрост был значительно более эффективным, чем тимолол в двух двойных слепых исследованиях монотерапии (8,2 и 8,8 мм рт. ст. для латанопроста против 5,2 и 5,7 мм рт. ст. у тимолола для 12 дней и 2-х недель соответственно)[8].

### Способ применения
Одна капля в пораженный глаз или глаза один раз в сутки в вечернее время. Не рекомендуется превышать эту дозу, потому что, как было показано, более частое введение может снизить эффект снижения внутриглазного давления (ВГД).

## Побочные эффекты
Список от наиболее до наименее распространенных:
- > 5—15 %: нечеткость зрения, жжение и покалывание, гиперемия конъюнктивы, ощущение инородного тела, зуд, усиление пигментации радужной оболочки глаза, вызывающей (гетерохромию), точечная эпителиальная кератопатия;
- 4 %: холод или инфекция верхних дыхательных путей, гриппоподобный синдром;
- 1—4 %: сухость слизистой оболочки глаза, слезотечение, боль в глазах, отвердение века, отёк века, эритема (гиперемия) века, боли века, светобоязнь;
- 1—2 %: боль в груди, аллергические кожные реакции, артралгия, боль в спине, миалгия, утолщение ресниц (подобно биматопросту, используемому в косметической промышленности в качестве усилителя роста ресниц);
- <1 % (не слишком важно или опасно для жизни): Астма, герпес кератит, ирит, кератит, эмболия артерии сетчатки, отслоение сетчатки, токсический эпидермальный некролиз , увеит, кровоизлияние в стекловидное тело при диабетической ретинопатии;
- отдельные клинические случаи связывают использование латанопроста с прогрессированием кератоконуса[9].

Опасения, связанные с побочными эффектами:
- Бактериальный кератит: Случайное загрязнение нескольких доз глазных капель, может вызвать бактериальный кератит.
- Глазные эффекты: Может навсегда изменить / увеличить коричневую пигментацию радужной оболочки, кожу век и ресниц. Кроме того, может увеличить длину и / или количество ресниц (может варьироваться между глазами); изменения происходят медленно и не могут быть заметны в течение нескольких месяцев или лет. Долгосрочные последствия и потенциал травмы глаз не известны.
- Глазные болезни: Использовать с осторожностью у пациентов с внутриглазными воспалениями, афакичных пациентов, псевдофакичных пациентов с разорванной задней капсулой хрусталика или пациентов с факторами риска макулярного отека. Безопасность и эффективность не определены для использования у пациентов с закрытоугольной, воспалительной или неоваскулярной глаукомой.

### Особые группы
Содержит хлорид бензалкония, который может абсорбироваться контактными линзами; необходимо удаление контактных линз до введения препарата и установка спустя 15 минут после введения.

### Противопоказания
Гиперчувствительность к латанопросту, хлориду бензалкония или любому компоненту препарата.

### Взаимодействие с другими препаратами
- Биматопрост: одновременное применение латанопроста и биматопроста может привести к увеличению внутриглазного давления. Риск D: продумать модификацию терапии.
- Нестероидные противовоспалительные препараты: могут ослаблять или усиливать терапевтический эффект (офтальмологический) простагландинов. Риск C: наблюдающая терапия.

### Беременность
Латанопрост ограничен в исследованиях на людях из-за множества инцидентов при абортах[прояснить], произошедших в экспериментах на животных. Из-за этого латанопрост классифицируется как препарат с фактором риска C (неблагоприятные результаты исследований наблюдались с материнской стороны при размножении животных на токсичных дозах) в соответствии с рейтингом США по продуктам питания и лекарствам, разрешенных к употреблению в период беременности Содержание препарата в материнском молоке неизвестно и требуют осторожности в период лактации. Производитель также рекомендует проявлять осторожность при назначении латанопроста для кормящих женщин..

## Хранение
Латанопрост является веществом, обладающим тепловой и солнечный нестабильностью. Концентрация латанопроста снижается на 10 % при хранении при 50 и 70 °С каждые 8,25 и 1,32 дней соответственно. Реакция с ультрафиолетовым излучением может привести к быстрой деградации латанопроста. Поэтому важно хранить латанопрост, в идеальном случае, при температуре ниже комнатной и свободной от солнечных лучей для того, чтобы достичь приемлемого качества лекарственных свойств.